# Just Another Girl
"Just Another Girl" é uma canção da banda americana de rock The Killers. Ela foi lançada como o segundo single do álbum de compilação, Direct Hits. A canção foi estreada no VH1 e posteriormente tocada na rádio mainstream.

## Gravação e produção
A canção foi produzida por Stuart Price, que já havia trabalhado com a banda no álbum Day & Age. Brandon Flowers afirmou em 2013 que "[Stuart Price] tornar-se como o meu irmão agora. Nós trabalhamos bem juntos e eu estou sempre impressionado com sua musicalidade e seu gosto é em uma veia diferente de 'Shot at the Night', é mais de uma narrativa. Você 'está' na música de uma maneira diferente".

## Paradas musicais
| Paradas (2013)                                | Melhor posição |
| --------------------------------------------- | -------------- |
| Bélgica (Ultratop 40 Valônia)                 | 32             |
| Irlanda (IRMA)                                | 85             |
| Reino Unido (UK Singles Chart)                | 83             |
| Estados Unidos (Billboard Rock Songs)         | 50             |
| Estados Unidos (Billboard Rock Digital Songs) | 23             |